# Старцев, Александр Иванович
Александр Иванович Старцев — советский государственный и хозяйственный деятель.

## Биография
Член ВКП(б).
С 1940 года — на хозяйственной, общественной и политической работе.
В 1940—1966 гг. — на инженерных должностях в тяжёлом машиностроении:
- инженер завода № 9 в Свердловске (танковое производство Уралмашзавода),
- конструктор тяжёлых танков, на руководящих должностях в тяжёлой промышленности Удмуртской АССР,
- председатель Совета народного хозяйства Удмуртского экономического административного района,
- председатель Западно-Уральского Совета народного хозяйства экономического района.

За создание нового образца тяжёлого танка в 1943—1944 годах в составе коллектива был удостоен Сталинской премии 1946 года.
Избирался депутатом Верховного Совета РСФСР 5-го и 6-го созывов.